# Station Serqueux
Station Serqueux is een spoorwegstation in de Franse gemeente Serqueux.